# Nijeveen
Nijeveen est un village néerlandais situé dans la commune de Meppel, en province de Drenthe. Le 1er janvier 2020, sa population s'élève à 3 810 habitants.

## Histoire
Nijeveen est une commune indépendante avant le 1er janvier 1998, date à laquelle elle est rattachée à Meppel.

## Géographie
Le village est situé à l'extrémité sud-ouest de la province de Drenthe, à 5 km au nord du centre de Meppel.

## Patrimoine
L'église réformée s'élève au milieu du village. Le moulin à vent De Sterrenburg, construit en 1786 à Weener en Basse-Saxe, est démonté de son emplacement originel et reconstruit en 1977 à Nijeveen.

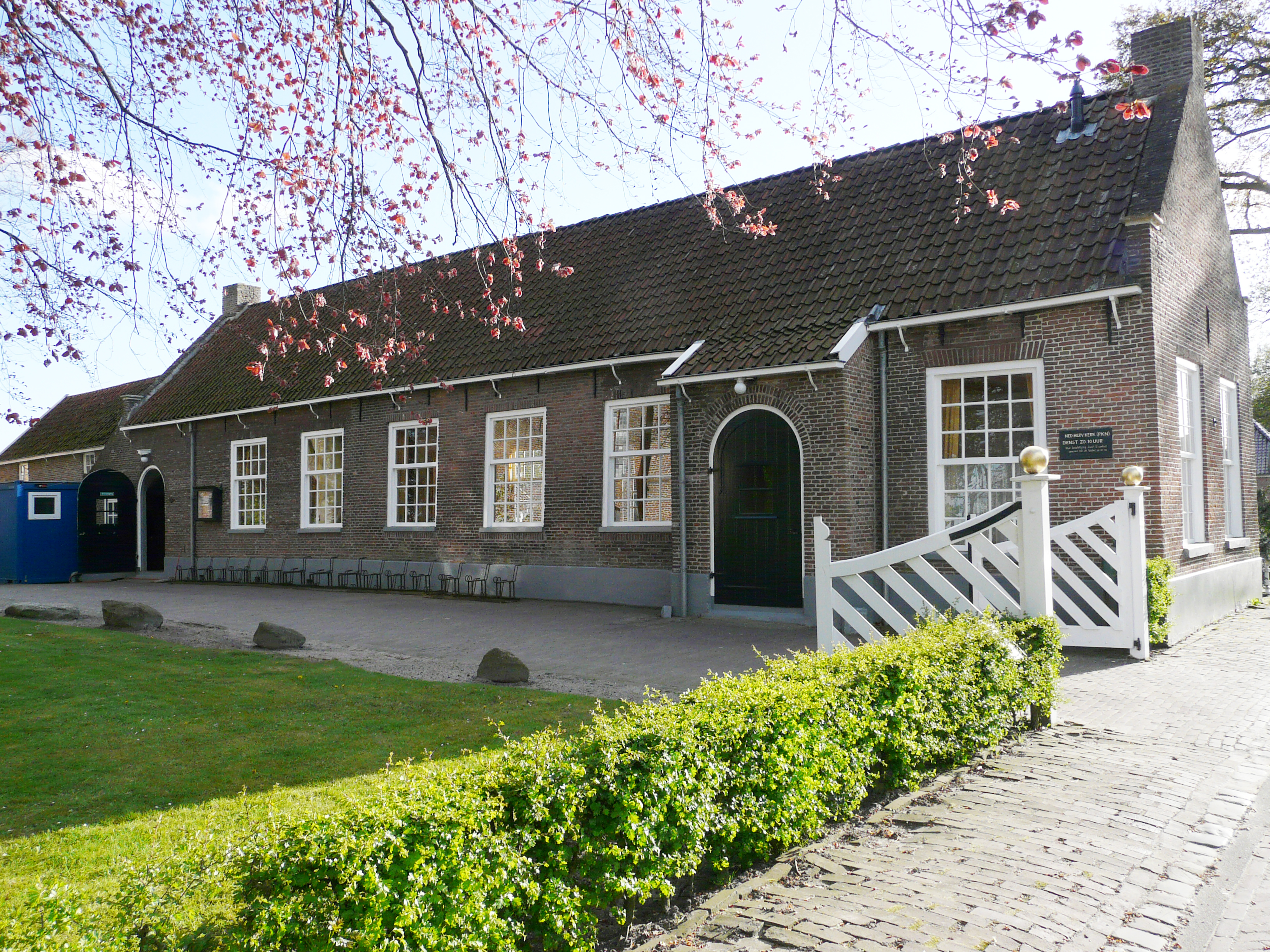
Dorpsschool.
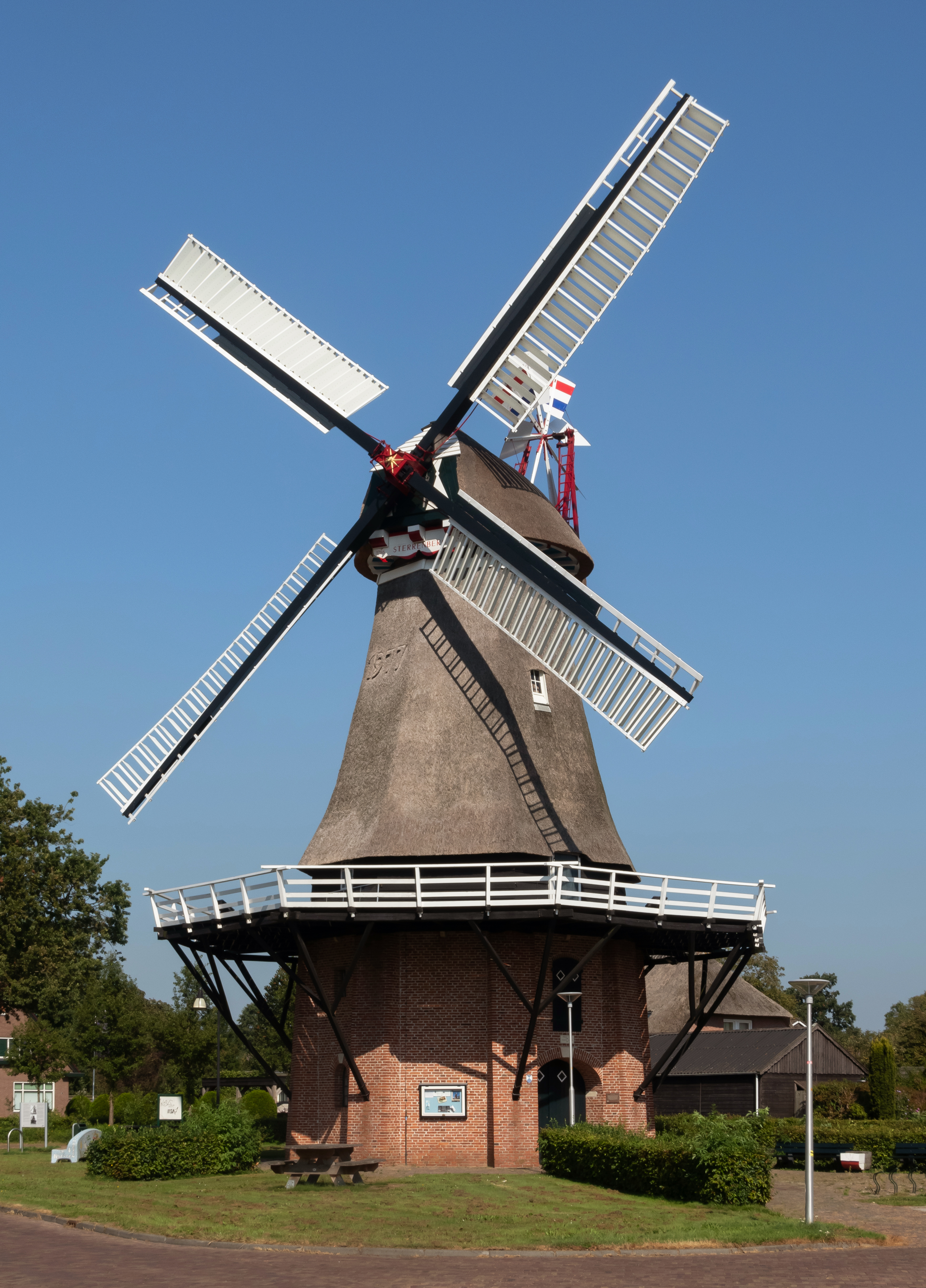
De Sterrenburg.